# Mélina Robert-Michon
Mélina Robert-Michon (* 18. Juli 1979 in Voiron) ist eine französische Diskuswerferin.

## Sportliche Laufbahn
Die Vizejuniorenweltmeisterin von 1998 qualifizierte sich 2000 für die Olympischen Spiele in Sydney, schied dort aber ebenso in der Qualifikation aus wie bei den Leichtathletik-Weltmeisterschaften 2001 in Edmonton. 2001 wurde sie U23-Europameisterin und gewann Bronze bei der Universiade.
Bei den Leichtathletik-Europameisterschaften 2002 wurde sie Zwölfte und bei den Weltmeisterschaften 2003 in Paris/Saint-Denis Elfte.
Bei den Olympischen Spielen 2004 in Athen und den Europameisterschaften 2006 in Göteborg kam sie erneut nicht über die Vorrunde hinaus. Einem elften Platz bei den Weltmeisterschaften 2007 in Osaka folgte jeweils der Finaleinzug und ein achter Platz bei den Olympischen Spielen 2008 in Peking und den Weltmeisterschaften 2009 in Berlin. Bei den Mittelmeerspielen 2009 in Pescara gewann sie Gold. Bei den Weltmeisterschaften 2013 in Moskau wurde sie mit einer Weite von 66,28 m Vizeweltmeisterin.
Nachdem Robert-Michon bei den Weltmeisterschaften 2015 in Peking mit einer Weite von 60,92 m nur den 10. Platz belegt hatte, gewann sie bei den Olympischen Sommerspielen 2016 in Rio de Janeiro mit nationalem Rekord von 66,73 m die Silbermedaille hinter der kroatischen Titelverteidigerin Sandra Perković (69,21 m).
Von 2000 bis 2025 wurde sie insgesamt 24-mal nationale Meisterin, gewann dabei immer, wenn sie zur Landesmeisterschaft antrat, was lediglich 2010 und 2018 nicht der Fall war.
Bei ihrer siebenten Teilnahme an Olympischen Sommerspielen 2024 in Paris war Mélina Robert-Michon Fahnenträgerin ihres Landes und Sprecherin des olympischen Eids während der Eröffnungsfeier. Sie belegte im Finale mit 57,03 m den 12. Platz, nachdem sie in der Qualifikation 63,77 m geworfen hatte.